# Ormiscodes laverna
Ormiscodes laverna är en fjärilsart som beskrevs av Druce 1890. Ormiscodes laverna ingår i släktet Ormiscodes och familjen påfågelsspinnare. Inga underarter finns listade i Catalogue of Life.

## Bildgalleri

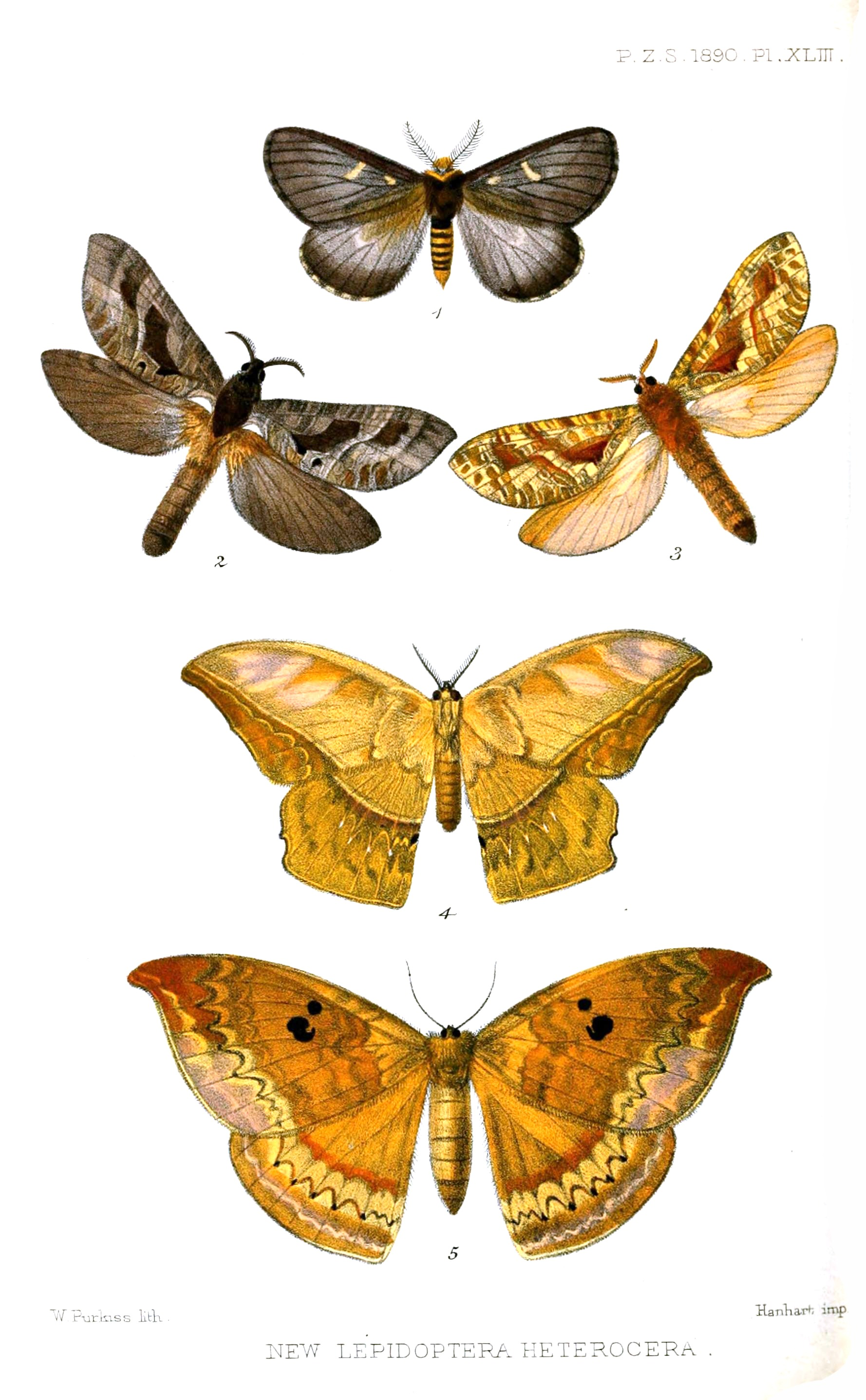